# Andrija Mohorovičić
Andrija Mohorovičić (Volosca, 23 gennaio 1857 – Zagabria, 18 dicembre 1936) è stato un sismologo e meteorologo croato.
Analizzando il terremoto di Pokuplje (valle di Kupa) dell'8 ottobre 1909, individuò particolari arrivi di onde sismiche che potevano essere spiegati solo con un brusco aumento della densità del suolo ad una profondità di una quarantina di chilometri.
Tale strato denso prende il nome di discontinuità di Mohorovičić o, più semplicemente, moho.
A lui è stato dedicato l'asteroide 8422 Mohorovičić.